# Royal United Services Institute

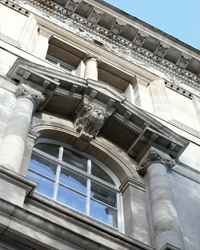
Fassade des RUSI-Hauptquartiers in Whitehall, erbaut 1894

Das englisch Royal United Services Institute for Defence and Security Studies (RUSI) ‚Königliches Institut der Vereinigten Streitkräfte für Verteidigungs- und Sicherheitsstudien‘ ist ein unabhängiges Forschungsinstitut in Großbritannien, das sich mit Fragen der nationalen und internationalen Sicherheitspolitik befasst.

## Geschichte
Das Institut wurde 1831 vom Herzog von Wellington gegründet und hat seinen Sitz in Whitehall, London. Das RUSI versteht sich selbst als „professionelles Forum im Vereinigten Königreich für diejenigen, die mit der nationalen und internationalen Verteidigung und Sicherheit befasst sind“.
Das RUSI führt eigene Forschungsprogramme durch und veranstaltet Vorträge, Konferenzen und Seminare. Darüber hinaus gibt das RUSI eine Zeitschrift und andere Veröffentlichungen heraus.
Angesichts des Konflikts im Osten der Ukraine warnte der Vize-Kommandeur der NATO für Europa, General Adrian Bradshaw in einer Rede im RUSI davor, dass Russland zu dem Verteidigungsbündnis gehörende Gebiete erobern und damit eine „existenzielle Gefahr“ für den Westen darstellen könne.

## Auszeichnungen
- 2008: Think Tank of the Year Award (Prospect Magazine)
- 2009: International Affairs Think Tank of the Year Award (Prospect Magazine)
- 2011: International Affairs Think Tank of the Year Award (Prospect Magazine)